# Braya alpina
Braya alpina là một loài thực vật có hoa trong họ Cải. Loài này được Sternb. & Hoppe mô tả khoa học đầu tiên năm 1815.